# Ingeborg Seynsche
Martha Mechthild Ingeborg Seynsche (21 de octubre de 1905 en Barmen - 27 de junio de 1994 en Göttingen) fue una matemática alemana. Fue una de las primeras mujeres a las que se les permitió obtener un doctorado en un tema matemático en Göttingen.

## Vida y obra

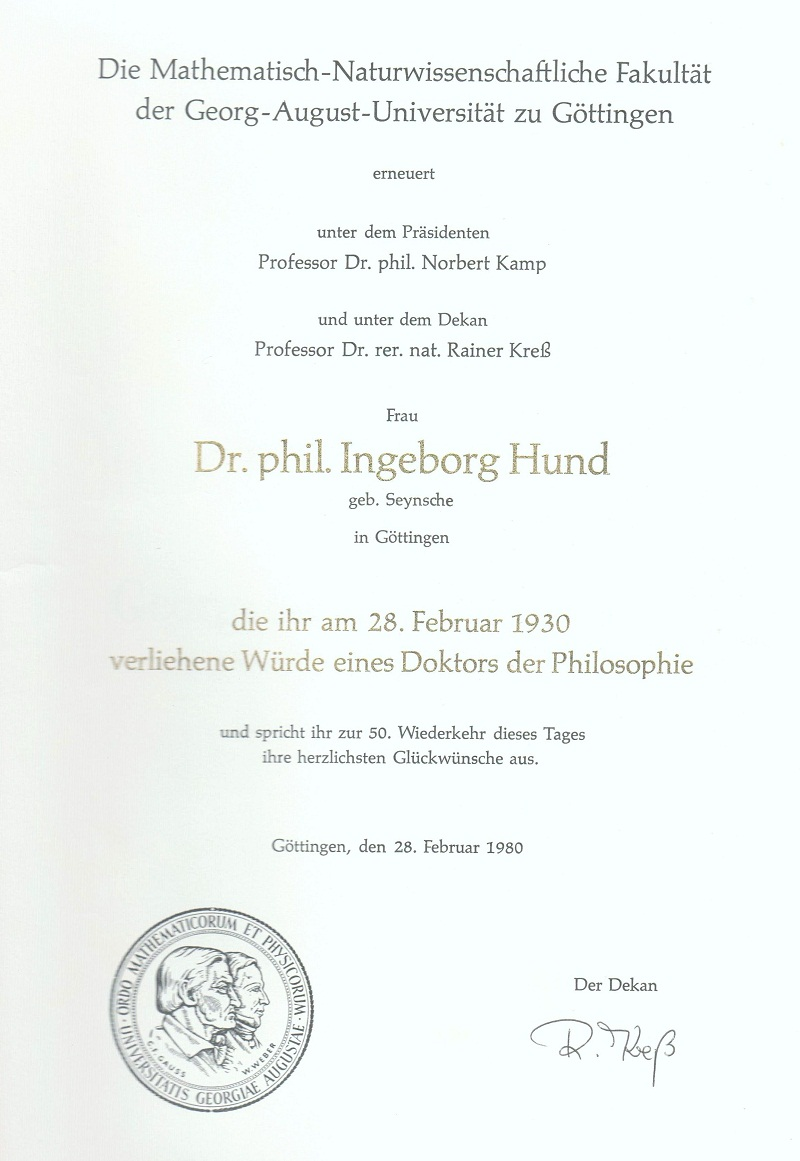
Certificado para Ingeborg Seynsche sobre la concesión del grado de su PhD el 28 de febrero de 1930 en Gotinga, expedido por la Universidad Georg-August en el 50 aniversario del día de la graduación.

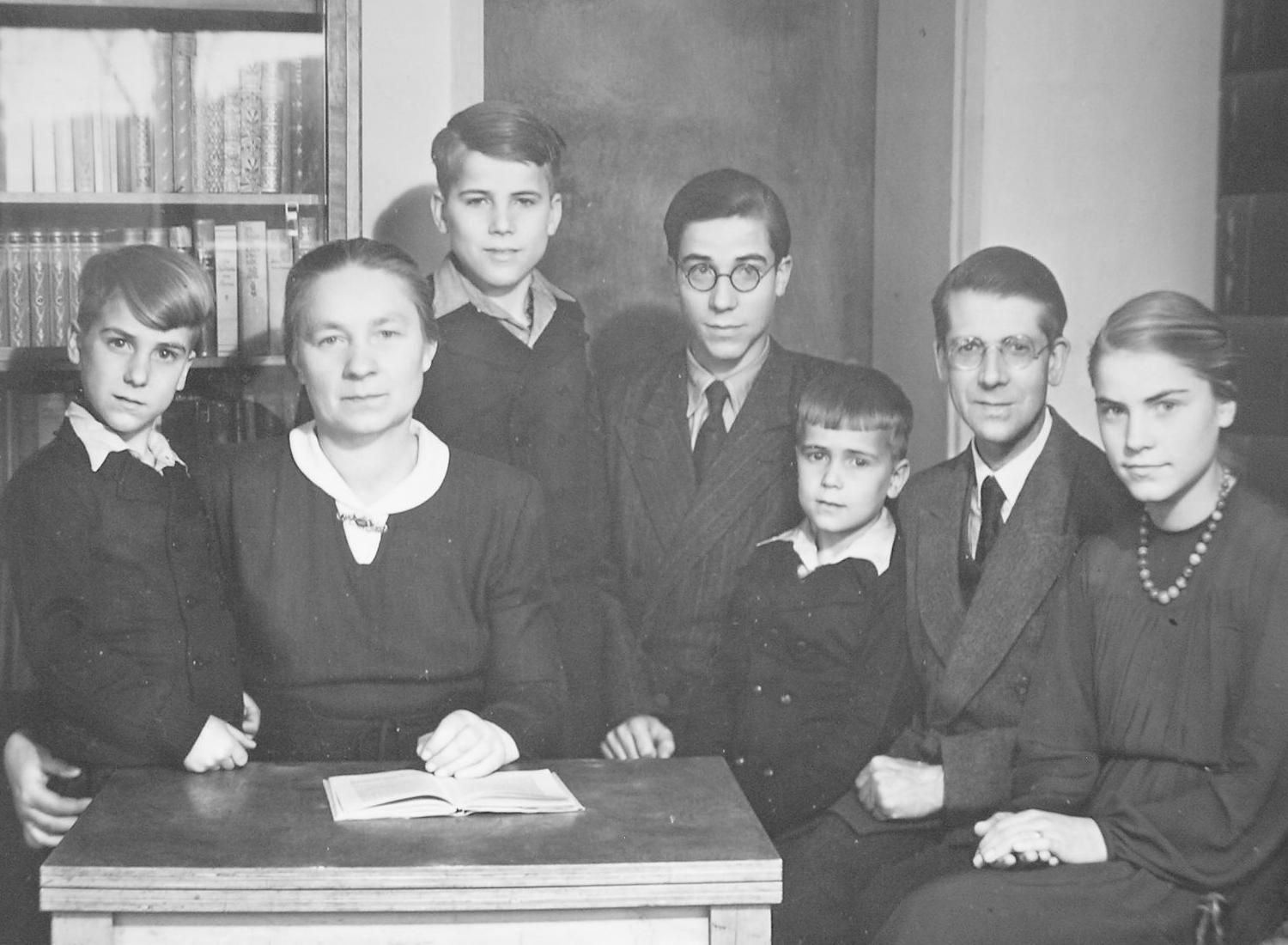
Ingeborg y Friedrich con cinco de sus seis hijos, 1950

Su padre, Johannes Seynsche (1857–1925), fue profesor y maestro superior en la Escuela Superior de Niñas de Unterbarmer. Su madre fue Anna Seynsche (1882–1943), née Limbach. Ingeborg completó su Abitur en Unterbarmen en 1924. Luego estudió en Marburg y Göttingen, y en 1929 aprobó el examen estatal para profesoras de matemáticas y física pura y aplicada. Luego se convirtió en asistente en el Instituto Matemático de Göttingen.
En 1930, Seynsche obtuvo su doctorado en filosofía en la Universidad Georg-August, ahora Universidad de Göttingen. El tema de su tesis doctoral con Richard Courant fue: Sobre la teoría de secuencias de números casi periódicas (Zur Theorie der fastperiodischen Zahlfolgen). Fue un tema de la teoría de funciones casi periódicas sugerido por sus asesores Harald Bohr y Alwin Walther. Más tarde se ocupó, entre otras cosas, del cálculo de tablas de funciones (con Alwin Walther) y de los adornos superficiales de dos lados. También resolvió el problema de las reinas para n arbitrario.

## Vida personal

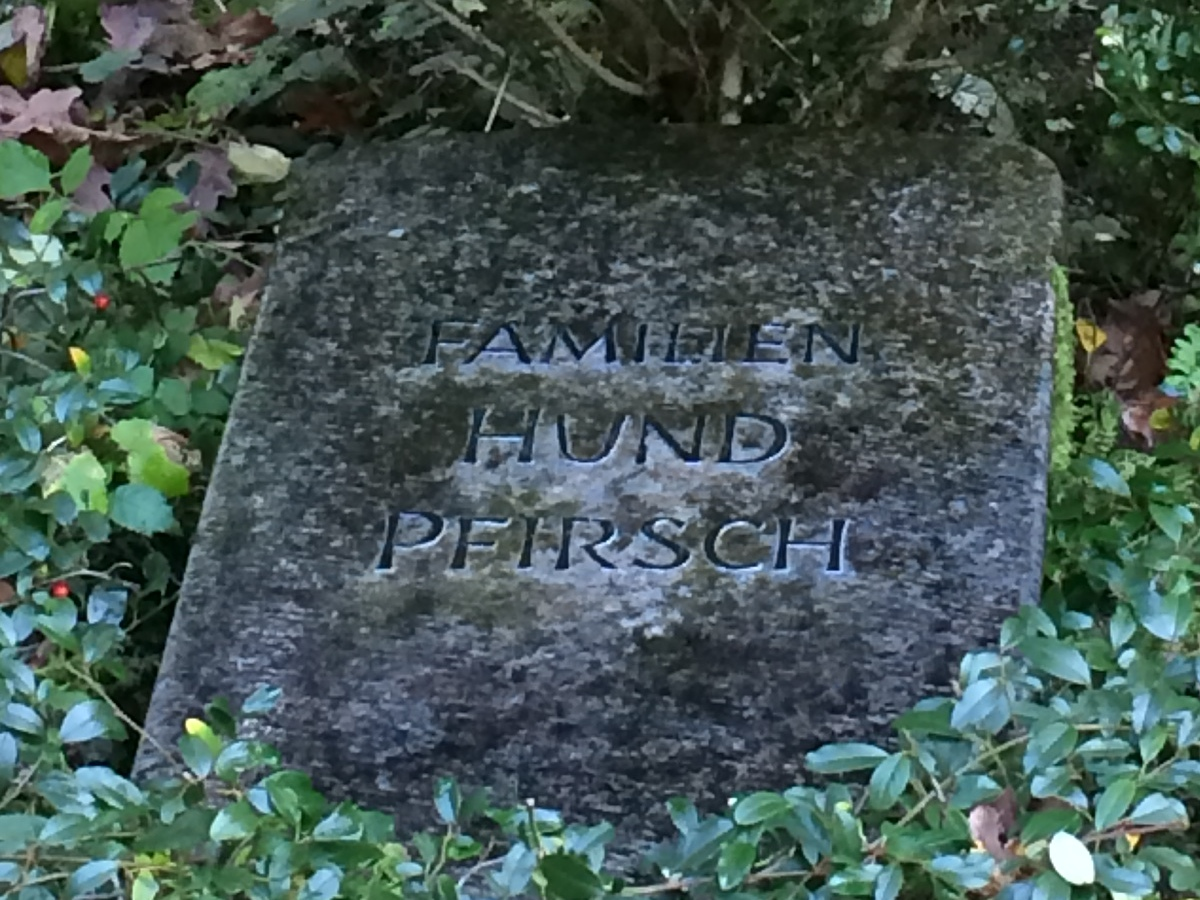
Lápida de la familia Hund.

Se casó con el físico Friedrich Hund (1896–1997) en Barmen el 17 de marzo de 1931. La familia tuvo seis hijos: Gerhard Hund (n. 1932), Dietrich (1933–1939), Irmgard (n. 1934), Martin (1937–2018), Andreas (n. 1940) y Erwin (1941–2022). Las ajedrecistas Barbara Hund (n. 1959) e Isabel Hund (n. 1962) son sus nietas.
Ingeborg escribió muchas cartas a su hijo mayor, Gerhard. Las cartas de los años previos a su muerte son interesantes.
El lugar de descanso final de Ingeborg Seynsche se encuentra en el Munich Waldfriedhof, donde también están enterrados su esposo y su hermana Gertrud, así como su yerno Dieter Pfirsch.